# Andrea Keszler
Andrea Keszler (ur. 28 lipca 1989 roku w Tatabánya) – węgierska łyżwiarka szybka, wicemistrzyni świata w sztafecie na 3000 metrów z 2017 roku, trzykrotna olimpijka (2010, 2014 i 2018)

## Życiorys

### Mistrzostwa
W styczniu 2014 w na mistrzostwach Europy w Dreźnie konkurs indywidualny na 1500 metrów zakończyła na 34. miejscu. Była także członkiem damskiej sztafety, która zdobyła brązowy medal w wyścigu na 3000 metrów.
Na mistrzostwach Europy w 2015 w swoim pierwszym wyścigu wraz z dwoma innymi zawodniczkami zderzyły się i upadły na lód, w wyniku czego Keszler złamała kość piszczelową, przez co nie mogła kontynuować dalszych zmagań.
Na mistrzostwach świata w 2017 roku zdobyła srebro w sztafecie na 3000 metrów.

### Zimowe igrzyska olimpijskie
| Igrzyska | Konkurencja            | Czas     | Miejsce |
| -------- | ---------------------- | -------- | ------- |
| ZIO 2010 | Sztafeta 3000 metrów   | 4:17,937 | 5.      |
| ZIO 2014 | Bieg na 500 metrów     | 45,215   | 28.     |
| ZIO 2014 | Sztafeta 3000 metrów   | 4:24,496 | 6.      |
| ZIO 2018 | Bieg na 500 m kobiet   | 43,053   | 10.     |
| ZIO 2018 | Bieg na 1000 m kobiet  | 1:30,642 | 17.     |
| ZIO 2018 | Sztafeta 3000 m kobiet | 4:03,603 | 4.      |